# Jacques Fred Petrus
Jacques Fred Petrus, född 22 februari 1948 i Guadeloupe, död 8 juni 1987 i Guadeloupe, var en fransk-italiensk-amerikansk affärsman i musikbranschen.

## Tidiga åren
Jacques Fred Petrus, eller Fred som han oftast kallades, började i unga år intressera sig för R&B- och soulmusik. 15 år gammal lämnade han hemmet för att arbeta som mekaniker i handelsflottan. Senare flyttade han till Frankrike och tog upp en karriär som DJ vid flera kända diskotek i Paris.

## Goody Music Production
I slutet av 1960-talet flyttade han tillsammans med sin förtrogne bror Alex till Milano i Italien och fortsatte där sin karriär som DJ, bland annat på klubben "Good mood". Hans inkomster var dock låga och han började samtidigt importera skivor (soul, funk och disco) direkt från USA för att dryga ut kassan. Petrus var en av de första att göra så och räknas till en av pionjärerna. Först sålde han framgångsrikt till andra discjockeys men snart öppnade han en egen skivbutik kallad Goody Music som var en del av den amerikanska kedjan Goody Music Inc. Affärerna blomstrade och hans dröm att en dag själv producera musik började få mer fart. Ett avgörande möte med den unge och synnerligen talangfulla musikstuderanden, italienaren Mauro Malavasi (1958-) från närbelägna Bologna fick de båda att ett par år senare starta ett produktionsbolag kallat Goody Music Productions (GMP). Snart skulle de tillsammans erövra världen inom musikstilen disco.

## De första projekten 1978-1979
De första produktionerna var endast löst sammanhållna studioprojekt där Petrus, som var affärsmannen, och Malavasi, den huvudsakliga låtskrivaren och producenten, kände sig för på den tuffa musikmarknaden. Målet var att bli de nya Gamble & Huff och få ett genombrott i USA. 1978 lanserades deras första projekt kallat Macho på egna etiketten med samma namn som produktionsbolaget. Skivan, vars titel var "I'm a Man", nådde, inte minst med det 17:42 minuter långa titelspåret, inte bara den italienska publiken utan fick en viss framgång även i övriga Europa såväl som i Nord- och Sydamerika.
I snabb takt sjösattes flera mer eller mindre framgångsrika projekt 1978 och 1979 som Revanche och Peter Jacques Band. Framför allt den sistnämnda gruppen hade framgångar efter sin debut 1979 med albumet "Fire night dance" som levererade snabb Euro-Disco. Än större framgångar nådde uppföljaren "Welcome back med hits som "The Louder" och "Mighty Fine". Hela albumet skrevs och producerades av Malavasi liksom de flesta album under denna tid.

## Change - Petrus största succé
Trots vissa framgångar med framför allt Peter Jacques Band och Macho lät det stora genombrottet vänta på sig. I slutet av 1979 hade paret dock ett nytt projekt på gång med förhoppningar om att slutligen slå igenom stort på den värdefulla amerikanska marknaden. Namnet blev Change. En rad amerikanska musiker och sångare engagerades samt ett licenskontrakt med det amerikanska skivbolaget "Prelude" skrevs, allt för att försöka säkerställa en succé. En av dessa var sångaren Luther Vandross (1951-2005), senare en av världens mest kända soulsångare som börjat sin karriär som sångare i Coca-Cola reklam samt hade två mediokra soloalbum bakom sig. Change debutalbum "The Glow of Love" blev till slut den succé som Petrus och Malavasi så länge väntat på. Albumet nådde förstaplatsen på åtskilliga listor världen över och singeln "A Lover's Holiday" låg på förstaplatsen i nio veckor på Billboards Hot Dance Club Play sommaren 1980. Detta räckte för att bli No 1 Disco single/album of the year. Albumet vann också hela sju Grammys. Den mest betydelsefulla personen för dessa framgångar, inte minst hitlåten "A Lover's Holiday", var inte Malavasi denna gång utan landsmannen och basisten Davide Romani (1959-). Tack vare hans låtskrivande samt arrangemang och dirigerande tillsammans med italienaren Paolo Gianolio nådde albumet den enorma framgång som det gjorde.

## 1981-1982 - Nya projekt lanseras
Efter succén med Change nådde även uppföljaren "Miracles" 1981 Billboards topplistor. Vandross hade nu lämnat gruppen efter oenighet med Petrus angående gagets storlek och James "Crabs" Robinson hade tagit hans plats. Skivan får anses ha det jämnaste materialet samtidigt som den var av mycket hög klass, därför anses den av många som Petrus mästerverk.
Med Change framgångar i ryggen lanserade Petrus ett nytt projekt 1981 som fick namnet The Brooklyn, Bronx & Queens band, eller bara B. B. & Q. band som de oftast kallades. Gruppen, som bestod av New York-musiker, fick en stor danshit i "On the Beat" skriven av geniet Malavasi som skrev alla låtar utom en. Låten nådde plats åtta på Billboard black singles lista.
1982 lanserades två nya projekt, High fashion och Zinc. Trots en mindre hit med låten "Feelin' Lucky lately" försvann High Fashion efter uppföljaren "Make up Your Mind" 1983 som sålde dåligt men bjöd på ett jämnt och kompetent material inte minst tack vare vokalisten och gruppmedlemmen Eric McClintons kraftiga och passionerade stämma. Zinc hade en intressant blandning av europeisk och amerikansk pop, funk och rock med lyckades trots ett nytt och spännande sound inte nå någon större publik. Efter den mindre dansgolvshiten "Street Level", skriven av uppgående låtskrivaren och producenten Kashif släpptes förvisso en 12" singel 1983, som var en rest från debutalbumet, men därefter försvann gruppen.
Vid sidan av dessa släppte även Change och B. B. & Q band nya starka album som dock inte nådde samma nivå som 1981.

## 1983-1985 - Stagnation men inte utan ljuspunkter
1982-1983 fick Petrus ekonomiska bekymmer och många av de gamla projekten som Change och B. B. & Q. band fick vid releaserna 1983 bara en bråkdel av den tidigare budgeten. Detta, tillsammans med svårighet att träffa rätt i det snabbt förändrade musikklimatet resulterade i att både B. B. & Q. bands och High fashions album 1983 sålde mycket dåligt, trots att det senare albumet hade en hel del välskrivna och medryckande låtar. Endast Change nådde moderata framgångar med albumet "This is Your time".
Den dåliga ekonomiska situationen, delvis grundad på överkonsumtion, resulterade i att hans närmaste medarbetare Malavasi lämnade Petrus 1983. Före 1984 lämnade också Romani och Gianolio. Petrus hade dessutom allvarliga problem att betala de kontrakterade musikerna och vokalisterna vilket skapade en fientligt och stundom hatisk stämning.
Under denna tid försköts också tyngdpunkten från de tidigare i huvudsak italienska låtskrivarna, som Malavasi, Romani och Gianolio, till mer amerikanska. Nya namn som Timmy Allen från Change, Kevin Robinson och Chielli Minucci från B. B. & Q. band fick en allt starkare ställning. Basen för Petrus arbete flyttades också från Italien till kontoret i New York. Hans och Malavasis produktionsbolag Goody Music Productions upphörde också att existera 1982 till förmån för det lilla publiceringskontoret i New York, som redan 1981 fått namnet Little Macho Music.
1984 släpptes förutom den obskyra skivan "The Beast in Me" av Silence 2, som inkluderade urvattnad pop utan någon som helst kommersiell framgång, även en ny skiva med Change kallad "Change of Heart". Trots ekonomiska svårigheter och det faktum att många av hans tidigare nära medarbetare lämnat honom lyckades han hyra in delvis nya uppsättningar och i huvudsak amerikanska musiker, vokalister och låtskrivare. Petrus hade övertalat uppgående låtskrivar- och producentparet Jimmy Jam och Terry Lewis (Jam&Lewis) till skriva och producera Change nya album. De hade tidigare varit medlemmar i The Time, en funkgrupp som inkluderat bland andra Prince och soulsångaren, sedermera framgångsrika soloartisten Alexander O'Neal. Efter att Prince sparkat dem 1981 för att de kommit för sent till en spelning producerade de framgångsrikt bland annat SOS bands album "SOS III" 1982, "On the Rise" 1983 och "Just the Way You Like it" 1984 med hits som "Just be Good to Me" 1983 och titelspåret "Just the Way you Like it" 1984.
Petrus drag visade hans fingertoppskänsla återigen och albumet blev hans sista stora framgång med hitten "Change of Heart". Jam&Lewis skrev de flesta låtarna förutom att producera och arrangera hela albumet. Men även uppgående internförmågan som fått allt större förtroende av Petrus, Change-medlemmen Timmy Allen skrev tre låtar, bl.a. funkiga "It Burns me Up". Här visade han prov på hans senare än mer framgångsrika låtskrivande och producerande, bl.a. åt Lillo Thomas och Stephanie Mills under 80-talet och Britney Spears under 90-talet och 2000-talet. Idag tillhör han de stora producenterna i världen.
Trots framgångarna med Change förvärrades hans ekonomiska förhållanden inför säsongen 1985 som bjöd på tre album, Change "Turn on Your Radio", B. B. & Q. bands "Genie" och återuppståndna Peter Jacques bands "Dancing in the Street". Både Change och Peter Jacques band hade ett liknande sound men sålde dåligt. Petrus hade till och med använt samma låt på båda albumen, dock under olika namn. På Peter Jacqus bands album, som hade en mindre hit "Going dancing down the street" sommaren 1985, hade Petrus använt i huvudsak italienska låtskrivare och musiker för att hålla ner kostnaderna, bl.a. hade Davide Romani återvänt och blev den som skrev sex av de nio spåren. På Change album hade amerikanen Timmy Allen fått fortsatt förtroende och här var de amerikanska inslagen också övervägande.
Den största framgången som även blev Petrus sista var med B. B & Q. bands album. De amerikanska inslagen var även här starka och Petrus hade i en sista desperat åtgärd att få skutan på rätt bog anlitad ex-Breakwater-medlemmen Kae Williams som inte bara skrev samtliga (!) låtar utan också producerade hela albumet. Petrus slängde dessutom in den synnerligen välsjungande Curtis Hairston (1961-1996) som lead vocalist som tidigare nått vissa framgångar som soloartist. Trots en jämn och hög nivå på såväl musik som sång och vissa framgångar med titelspåret och hiten "Dreamer" nådde albumet aldrig listornas toppositioner förutom i Storbritannien.
Petrus gav dock inte upp. Efter att ha lämnat Little Macho Music och USA bakom sig 1985 grundade han i Bologna, Italien återigen ett nytt produktionsbolag kallat Renaissance international samt publiceringbolaget Vedette international. Han flyttade också under denna tid åter hem till Guadeloupe och sin villa där även om hans stundtals levde i Italien. Men några fler skivor kom inte att släppas då Petrus 1987 blev mördad.

## Petrus död
Frågetecknen kring Petrus död är många, framförallt den om han hade lierat sig med maffian i ett sista desperat försök att få in pengar till fler musikprojekt. Flera nära medarbetare menar detta, men några bevis finns inte. Att han blev mördad är dock klart. Orsaken ska enligt hans kusin Claude Petrus ha varit ett bråk utanför Petrus klubb på Guadeloupe. En schweizisk turist skall ha nekats inträde och efter ett meningsutbyte lämnat klubben. Han skall senare ha förföljt Petrus till dennes villa och där skjutit honom till döds med en pistol. Turisten greps senare i Frankrike, men släpptes i brist på bevis. Om han verkligen var en turist eller i själva verket en kontrakterad mördare utsänd av hans fiender förblir ett mysterium. Klart är att Petrus hade skaffat sig fiender, vissa med potentialen att mörda.

## Sammanfattning
Petrus var tveklöst en synnerligen begåvad affärsman som om och om igen lyckades hitta de rätta trenderna i musiken. Han var även en pionjär i Italien båda i att importera R&B och soulskivor från USA samt senare att exportera italiensk discomusik till samma land. Med framgångarna med Change nådde han också världsrykte och ett erkännande han alltid drömt om även om han och Malavs aldrig blev någon ny Gamble&Huff.
Visserligen behandlade han många medarbetare både generöst och tillitsfullt, så länge han behövde dem. Men när han inte gjorde det, kom en mörkare sida av hänsynslöshet och girighet fram där hans mål ibland var viktigare än enskilda individers väl och ve. Detta gjorde att han fick fiender, t.o.m. personer som hatade honom så mycket att de kunde döda. Trots dessa mindre smickrande sidor är han och förblir en av de mest framgångsrika inom genren disco- och R&B-musik.